# Sejmwahl in Polen 1947
Die Parlamentswahl in Polen 1947 fand am 19. Januar 1947 statt. Es waren die ersten Wahlen nach dem Zweiten Weltkrieg. Die Wahlen waren gefälscht und sollten die erfolgte kommunistische Machtergreifung formal legitimieren.

## Vorgeschichte der Wahl

### Das Parteiensystem im sowjetisch besetzen Polen
Im Zweiten Weltkrieg war Polen von der Roten Armee erobert worden. Da die Kommunistische Partei Polens im Rahmen der Stalinschen „Säuberungen“ 1938 aufgelöst worden war, gründete Moskau die Polska Partia Robotnicza (PPR) als neue kommunistische Partei Polens. Deren Generalsekretär Bolesław Bierut war gleichzeitig Vorsitzender des Lubliner Komitees, der provisorischen Regierung Polens ab 1944.
Neben der PPR wurden im Laufe der Jahre 1944 und 1945 weitere Parteien zugelassen. Dies diente zum einen der Erweckung des Anscheins eines Parteienpluralismus, vor allem sollten diese neuen Parteien den Kommunisten Zugang zu den Schichten des Volkes verschaffen, die sie selbst nicht erreichen konnten (die KPP war vor dem Krieg eine Splitterpartei gewesen). Die neuen Parteien orientierten sich an den Parteien der Zwischenkriegszeit. Sie standen jedoch alle unter der Kontrolle der PPR. Neu zugelassen wurden die
- Polnische Sozialistische Partei (polnisch Polska Partia Socjalistyczna, PPS)
- Stronnictwo Ludowe „Wola Ludu“ (SL) (eine kommunistische Abspaltung des Polskie Stronnictwo Ludowe („Bund der Bauernpartei“))
- Stronnictwo Demokratyczne (SD) (Demokratische Partei)

Daneben entstanden die Stronnictwo Pracy (SP), die sich einen Rest Unabhängigkeit bewahrt hatte, und die Polnische Volkspartei (Polskie Stronnictwo Ludowe, PSL), die als einzige die Rolle einer Opposition spielen konnte. Die PSL, die sich als Nachfolgerin der Polskie Stronnictwo Ludowe und damit als Partei der Landbevölkerung verstand, war schon kurz nach ihrer Gründung die größte Partei des Landes, im Mai 1946 hatte sie 800.000 Mitglieder.
Alle bürgerlichen Parteien waren unter dem Vorwand, diese seien "faschistisch", nicht zugelassen worden.

### Die Konferenz von Jalta
In der Konferenz von Jalta im Februar 1945 war Polen der sowjetischen Interessensphäre zugeschlagen worden. Die Westmächte ließen die Polnische Exilregierung fallen und gaben Josef Stalin freie Hand. In Jalta waren jedoch freie Wahlen vereinbart worden. Aufgrund der Stimmung in der Bevölkerung und anhand der Ergebnisse der Parlamentswahl in Ungarn 1945 (die die Bauernpartei Unabhängige Partei der Kleinlandwirte, der Landarbeiter und des Bürgertums haushoch gewonnen hatte) und auch den Landtagswahlen in der SBZ 1946 war klar, dass freie Wahlen einen Sieg der PSL bewirken würden.

### Das Referendum von 1946

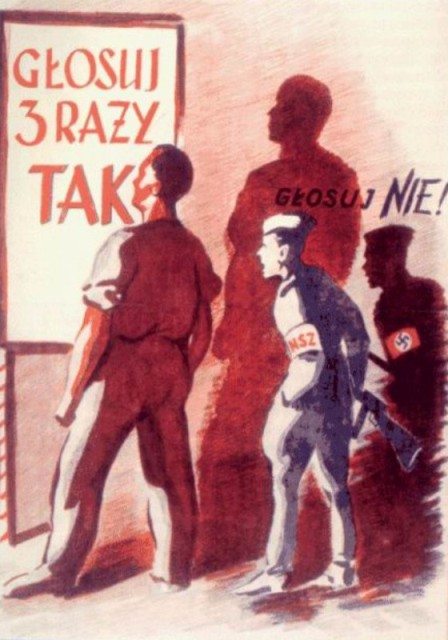
Wahlplakat „Wähle dreimal ja“

Anstelle der eigentlich für 1946 vorgesehenen Wahlen wurde am 30. Juni 1946 ein Referendum angesetzt. Darin sollte die Bevölkerung zu drei Grundsatzentscheidungen dem kommunistischen Regime ihre Zustimmung geben (die Fragen waren alle drei so formuliert, dass eine Antwort im Sinne des Regimes ein Ja bedeutete; daher lief die Kampagne für das Referendum auch unter dem Slogan „dreimal ja“).
Gefragt wurde nach:
- der Abschaffung des Senats,
- der Verstaatlichung der Hauptwirtschaftszweige und Durchführung der Agrarreform,
- der Oder-Neiße-Grenze.

Die Abstimmung gab den Kommunisten die Möglichkeit, ihr Potential an Unterdrückung der Opposition zu üben. Ähnlich wie später bei den Wahlen wurden systematisch PSL-Anhänger verhaftet und aus ihren Funktionen gedrängt, Werbung gegen das Referendum unterbunden und die Auszählung gefälscht.
Die offiziellen Zustimmungsquoten lagen bei 68 %, 77 % und 91,4 % Ja-Stimmen.
Nach Angaben der Opposition hatten 27 % mit dreimal ja, dagegen aber 33 % mit dreimal nein gestimmt. Die Opposition war nur in drei der 17 Bezirkswahlvorständen und in 1800 der 21.000 Kreiswahlvorständen vertreten, weshalb die Schätzungen des richtigen Ergebnisses nur auf Stichproben basieren.
Nach Untersuchungen von Prof. Andrzej Paczkowski hatten in den westlichen und nördlichen Regionen des Landes auf die erste Frage 30,5 %, auf die zweite 44,5 % und auf die dritte 68,3 % der Wähler mit „Ja“ gestimmt.

### Die Bildung des Wahlblocks
Zunächst versuchte die PPS die PSL dazu zu zwingen, einer „Wahl“ nach Einheitslisten zuzustimmen. Dort sollten PPR, PPS, PSL und SL jeweils 20 % und SP und SD jeweils 5 % der Mandate erhalten. Da dies eine Zweidrittelmehrheit für die Kommunisten und ihre Vasallen bedeutet hätte, war dies für die PSL nicht hinnehmbar.
Also trat ein Vierer-Block aus PPR, PPS, SL und SD gegen die PSL und SP an. PPR und PPS sollten nach den Planungen der Kommunisten 32 %, die SL 25 % und die SD 10 % der Mandate erhalten. Die Wahlen sollten so gefälscht werden, dass die Opposition zusammen nur 15 % erhielte. Stalin änderte die Ergebnisse persönlich noch ab: Nun entfielen auf PPR und PPS je 31 %, SL 27 % und SD 11 %.

## Repressalien und Wahlfälschungen
Stalins Zielvorgabe konnte nur mit massiver Unterdrückung und Wahlfälschung erreicht werden. Zunächst wurden die Wählerverzeichnisse „gesäubert“. Das Wahlgesetz enthielt Gummiparagraphen, nach denen Kollaborateure mit den Nationalsozialisten und Kämpfer gegen das (kommunistische) Regime (beispielsweise Armia Krajowa oder die Mitglieder des polnischen Widerstandes, der loyal zur Londoner Exilregierung geblieben war) von den Wählerlisten zu streichen waren. Über eine halbe Million Wähler wurden so um die Möglichkeit zur Stimmabgabe gebracht. Von den Streichungen waren auch 98 Kandidaten der PSL betroffen.
Zur Vorbereitung der Wahlfälschungen wurden die Wahlkommissionen einseitig besetzt. Sie bestanden in der Regel ausschließlich aus PPR-Mitgliedern oder Mitgliedern der Blockparteien. In keiner der 52 Bezirkskommissionen war auch nur ein Vertreter der PSL vertreten. In den 6.726 Kreiskommissionen war die PSL in nur 296 zugelassen und stellte nirgendwo den Vorsitzenden. Selbst dort, wo PSL-Vertreter in den Kreiskommissionen saßen, wurde ihnen die Teilnahme an der Stimmauszählung fast immer verweigert. Lediglich in 35 Wahlbezirken durften PSL-Vertreter mitzählen (der Stimmenanteil der PSL in diesen Bezirken betrug dann im Schnitt 62 % der Stimmen!).
Das nächste Instrument war die Nichtzulassung vieler PSL-Kandidaten.
Je näher der Wahltag rückte, umso heftiger war der Terror gegen die Oppositionsanhänger. Über 80.000 Mitglieder der PSL wurden unter fadenscheinigen Begründungen rund um die Wahl festgenommen, an die 100 von ihnen durch Sicherheitskräfte (Urząd Bezpieczeństwa, UB) ermordet.
Am Wahltag selbst wurden die Wähler durch Parteigänger der PPR in Gruppen in die Wahllokale gebracht, wo sie kollektiv und öffentlich ihre Stimme abgaben. Individuelle und geheime Wahl war möglich, jedoch mussten sich diese Wähler in langen Schlangen anstellen. In jedem Wahllokal waren Sicherheitskräfte anwesend, die die Form der Stimmabgabe notierten.
Alle diese Maßnahmen konnten jedoch nicht verhindern, dass eine Mehrheit von 60 bis 70 % der Wähler die Opposition wählte. Diese Zahlen sind nicht offiziell, sondern aus den fragmentarischen Informationen über das tatsächliche Wahlverhalten hochgerechnet. Der an den Wahlfälschungen beteiligte KGB-Agent Aron Palkin berichtet in seinem Bericht an Josef Stalin, die wahren Ergebnisse für den Block wären etwa 50 % der Stimmen gewesen. Die Opposition hingegen ging von 80 % Oppositionsstimmen aus.
Um einen Wahlsieg des Blocks zu gewährleisten und eine hohe Wahlbeteiligung zu suggerieren, wurden nun auf Ebene der Wahlbezirke gefälschte Wahlzettel in die Urnen geworfen. Die so entstandenen Wahlergebnisse wurden nicht veröffentlicht, sondern erst zur Kontrolle an die Zentrale Wahlkommission gegeben. Diese „korrigierte“ Abweichungen vom von Josef Stalin vorgegebenen Endergebnis und verteilte Stimmen und Mandate zwischen den Parteien und Wahlbezirken, bis exakt das vorgegebene Ergebnis erreicht war.

## Die Spitzenkandidaten
Bolesław Bierut

Stanisław Mikołajczyk
Tadeusz Michejda

## (Offizielle) Wahlergebnisse
| Partei                                       | Stimmen    | %    | Sitze |
| -------------------------------------------- | ---------- | ---- | ----- |
| Demokratischer Block                         | 9.003.682  | 80,1 | 394   |
| Polnische Volkspartei                        | 1.154.847  | 10,3 | 28    |
| Stronnictwo Pracy                            | 530.979    | 4,7  | 12    |
| Polskie Stronnictwo Ludowe „Nowe Wyzwolenie“ | 397.754    | 3,5  | 7     |
| Lokale Listen                                | 157.611    | 1,4  | 3     |
| Ungültige Stimmen                            | 96.610     | –    | –     |
| Summe                                        | 11.341.483 | 100  | 444   |
| Wahlberechtigte / Wahlbeteiligung            | 12.701.058 | 89,3 | –     |
| Source: Nohlen & Stöver                      |            |      |       |

## Folgen
Mit der „Wahl“ hatte die Gleichschaltung der verbleibenden Oppositionsparteien begonnen. Nach der Gleichschaltung der PSL im Jahr 1948 fusionierten die „Bauernparteien“ SL und PSL zur „Zjednoczone Stronnictwo Ludowe“ (ZSL) als Satellitenpartei der Kommunisten und wirkte in der Nationalen Einheitsfront mit (vergleichbar dem „Demokratischen Block“ in der DDR). Die folgenden 40 Jahre wurden ausschließlich Scheinwahlen nach Einheitslisten durchgeführt. Erst am 4. und 18. Juni 1989 erfolgten wieder halbfreie Wahlen zum Sejm.